# Jerzy Nalepa
Jerzy Nalepa (ur. 29 lipca 1926 r. w Kraszewicach) – polski historyk, językoznawca, mediewista, slawista; problematyka badawcza: głównie językowe i dziejowe początki Słowian i Polski, em.  profesor Uniwersytetu w Lund w Szwecji, członek Polskiej Akademii Umiejętności,  profesor zwyczajny.

## Praca naukowa
Autor ważnych monograficznych prac m.in. o autochtonicznej etnogenezie Słowian (Słowiańszczyzna północno-zachodnia: podstawy jedności i jej rozpad, Poznań 1968) i o przebiegu granicy zachodniej w początkach polskiej państwowości (Granice Polski najdawniejszej: prolegomena. T. 1, Granica zachodnia, część południowa, Kraków 1996).
Obok historii osadnictwa, zainteresowania naukowe Nalepy obejmują też onomastykę.
Współpracował m.in. ze Słownikiem starożytności słowiańskich, publikował na łamach pisma Onamastica, Język Polski.

## Twórczość
- Słowiańszczyzna północno-zachodnia: podstawy jedności i jej rozpad, Poznań: PWN, 1968 (Seria Prace Komisji Historycznej / Poznańskie Towarzystwo Przyjaciół Nauk. Wydział Historii i Nauk Społecznych; t. 25).
- Jaćwięgowie: nazwa i lokalizacja, Warszawa 1964 (Seria Prace Białostockiego Towarzystwa Naukowego, ISSN 0067-6470; nr 2)
- Granice Polski najdawniejszej: prolegomena. T. 1, Granica zachodnia, część południowa, Kraków, 1996 (Rozprawy Wydziału Historyczno-Filozoficznego / Polska Akademia Umiejętności; t. 83). ISBN 83-86956-16-X.
- Z badań nad jaćwieskimi reliktami onomastycznymi Połeksza, [w:] Studia linguistica slavica baltica K.-O. Falk, Lund 1966, S. 185-202.
- Połekszanie (Pollexiani) – Plemię Jaćwięskie u północno-wschodnich granic Polski, „Rocznik Białostocki”, t. VII: 1966, Warszawa 1967, s. 7-33.
- Łemkowie, Wołosi i Biali Chorwaci: uwagi dotyczące kwestii genezy osadnictwa ruskiego na polskim Podkarpaciu, Acta Archaeologica Carpathica, T. 34 (1997/ 1998), s. 135-177.
- Prapolski bastion toponimiczny w Bramie Przemyskiej i Lędzanie, Onomastica, R. 36: 1991, s. 5–45.[3]
- Polacy nie przejęli od Ukraińców nazwy rzeki San: ze studiów nad najdawniejszym pograniczem polsko-ruskim, Język Polski, 1997, z. 2/3 s. 150-162.
- Z problematyki Słowiańszczyzny plemiennej nad Łabą środkową i Hawelą – głównie w czasach Karola Wielkiego, Slavia Occidentalis, T. 55: 1998, s. 69-91.
- Pogranicze polsko-ruskie do połowy wieku XIV a archaiczne hydronimy i toponimy: weryfikacja „weryfikacji”, Slavia Antiqua, T. 41: 2000, s. 27-48.
- Pierwotna granica między Słowiańszczyzną zachodnią a wschodnią w świetle archaicznych hydronimów na *-y: -ew, Slavia Antiqua, t. 42: 2001, s. 9-50.
- O nowszym ujęciu problematyki plemion słowiańskich u „Geografa Bawarskiego”. Uwagi krytyczne, Slavia Occidentalis, T. 60 (2003), s. 9-63.
- „Stavanoi” Klaudiusza Ptolemeusza – wschodniobałtyccy *Stabianie* nad górnym Dnieprem, Slavia Antiqua, T. 45: 2004, s. 9-46.
- Mogilanie – prasłowiańskie plemię nad Łabą w czasach Chrystusa (Mugilones, Strabo, Geographica), Slavia Occidentalis, T. 63 (2006), s. 13-44.